# Adolphe Levae
Adolphe Levae (Brussel, 19 juli 1802 - 1 augustus 1848) was een Belgisch volksvertegenwoordiger.

## Levensloop
Levae was een zoon van Arnould Levae, gemeenteambtenaar, en van Jeanne Coomans. Hij bleef vrijgezel.
Tijdens het Verenigd Koninkrijk der Nederlanden was hij actief als journalist:
- redacteur van Le Belge, Ami du Roi et de la Patrie,
- medewerker van Courrier des Pays-Bas.

Hij kwam in conflict met de regering en werd in 1827 opgesloten in de Brusselse gevangenis, waar ook veel van zijn collega's zaten, onder wie Louis de Potter.
Na de Belgische revolutie was hij:
- inspecteur van het voedsel en de bevoorrading voor het Voorlopig Bewind,
- bestuurder van het Speciaal Fonds voor de gekwetsten van de Septemberdagen.

Dit waren allebei sinecures die hem toelieten aan zijn belangstelling voor geschiedschrijving te voldoen.
In 1832 werd hij unionistisch volksvertegenwoordiger voor het arrondissement Kortrijk, maar vervulde dit mandaat slechts enkele maanden, tot in mei 1833.

## Publicaties
- L'hermite à la prison des Petits-Carmes: réflexions philantropiques d'un détenu, Brussel, 1827.
- De la peine de mort, considérée dans ses rapports avec L'équité, la morale et l'utilité publique, Brussel, 1828.
- Aux électeurs du district de Courtrai, 1833.
- Lettre à M. Van de Weyer, ministre plénipotentiaire de S. M. le roi des Belges à Londres, par M. A. Levae, Brussel, 1838.
- Essai historique sur les négociations de la Trêve de vingt ans conclue à Ratisbonne en 1684, Brussel, 1844
- Recherches historiques sur le commerce des Belges aux Indes pendant le 17e et le 18e Siècles, Brussel, 1842.
- Les Jacobins, les patriotes et les représentants provisoires de Bruxelles, 1792-1793, Brussel, 1846.